# Championnat de Belgique de football 1948-1949
Navigation
Saison précédente Saison suivante
Le championnat de Belgique de football 1948-1949 est la 46e saison du championnat de première division belge. Son nom officiel est « Division d'Honneur ».
Au terme de cette compétition, si le R. SC Anderlecht remporte le titre pour la deuxième fois, l'événement se situe à l'autre bout du classement avec la relégation de l'Union Saint-Gilloise. Onze fois champion par le passé, le « club de la Butte » quitte l'élite après 40 saisons de présence consécutive, record qu'il partage jusqu'alors avec l'Antwerp. Ce dernier poursuivant son aventure au plus haut niveau, il établira dès lors un nouveau record à partir de la saison prochaine.

## Clubs participants
Seize clubs prennent part à ce championnat, soit autant que lors de l'édition précédente. Ceux dont le matricule est mis en gras existent toujours aujourd'hui.
| #  | Nom                                            | Mat. | Ville                 | Stades                       | Entraîneur         | En D1 depuis (série) | Total en D1 | Saison précédente |
| -- | ---------------------------------------------- | ---- | --------------------- | ---------------------------- | ------------------ | -------------------- | ----------- | ----------------- |
| 1  | Royal Sporting Club Anderlechtois              | 35   | Anderlecht            | Stade Émile Versé            | Ernest Smith       | 1935-1936 (11e)      | 18e         | 2e                |
| 2  | Royal Antwerp Football Club                    | 1    | Anvers                | Bosuilstadion                | Gustave Pelsmaeker | 1901-1902 (40e)      | 45e         | 4e                |
| 3  | Royal Beerschot Athletic Club                  | 13   | Anvers                | Kiel                         | Émile Stijnen      | 1907-1908 (34e)      | 40e         | 9e                |
| 4  | Royal Berchem Sport                            | 28   | Berchem               | Het Rooi                     | Louis Verboven     | 1943-1944 (5e)       | 18e         | 7e                |
| 5  | Koninklijke Boom Football Club                 | 58   | Boom                  | ?                            | ?                  | 1945-1946 (4e)       | 7e          | 8e                |
| 6  | Royal Racing Club de Bruxelles                 | 6    | Watermael-Boitsfort   | Stade des Trois Tilleuls     | ?                  | 1945-1946 (4e)       | 36e         | 12e               |
| 7  | Royal Olympic Club Charleroi                   | 246  | Montignies-sur-Sambre | Stade de la Neuville         | Jean Cornili       | 1937-1938 (9e)       | 9e          | 6e                |
| 8  | Royal Charleroi Sporting Club                  | 22   | Charleroi             | Stade du Mambourg            | ?                  | 1947-1948 (2e)       | 2e          | 14e               |
| 9  | Association Royale Athlétique La Gantoise      | 7    | Gentbrugge            | Stade Jules Otten            | Edmond Delfour     | 1936-1937 (10e)      | 21e         | 5e                |
| 10 | Royal Football Club Liégeois                   | 4    | Rocourt               | Stade Vélodrome Oscar Flesch | Georges Perino     | 1945-1946 (4e)       | 20e         | 3e                |
| 11 | Royal Standard Club Liège                      | 16   | Sclessin              | Stade de Sclessin            | Marcelin Waroux    | 1921-1922 (25e)      | 30e         | 13e               |
| 12 | Koninklijke Lyra                               | 52   | Lierre                | Lyrastadion                  | Fernand Wertz      | 1946-1947 (3e)       | 10e         | 11e               |
| 13 | Royal Football Club Malinois                   | 25   | Malines               | Achter de Kazerne            | ?                  | 1928-1929 (18e)      | 21e         | 1er               |
| 14 | Racing Club Mechelen Koninklijke Maastschappij | 24   | Malines               | Oscar Van Kesbeeckstadion    | Jan Dogaer         | 1948-1949 (1re)      | 20e         | Division 1A : 1er |
| 15 | Union Saint-Gilloise Société Royale            | 10   | Uccle                 | Stade du Parc Duden          | André Vandeweyer   | 1901-1902 (40e)      | 40e         | 10e               |
| 16 | Royal Tilleur Football Club                    | 21   | Tilleur               | Stade du Pont d'Ougrée       | ?                  | 1948-1949 (1re)      | 8e          | Division 1B : 1er |

### Localisation des clubs
| Anvers Lyra Boom FC Malinois RC Mechelen Bruxelles Olympic CC Charleroi SC La Gantoise Liège |

#### Localisation des clubs bruxellois
Les 3 cercles bruxellois sont:
(6) R. SC Anderlechtois
(7) Union SG SR
(11) R. Racing CB

#### Localisation des clubs anversois
Les 3 cercles anversois sont :
(1) R. Antwerp FC
(2) R. Beerschot AC
 (3) R. Berchem Sport

#### Localisation des clubs liégeois
Les 3 cercles liégeois sont:
(1) R. FC Légeois
(6) R. Tilleur FC
(8) R. Standard CL

## Résultats

### Résultats des rencontres
Avec seize clubs engagés, 240 matches sont au programme de la saison.
| Résultats (▼dom., ►ext.)                                   | AND | ANT | BEE | BER | BOO | RCB | CHA | GAN | FCL | LYR | FCM | OLY | RCM | STA | TIL | USG |
| R. SC Anderlechtois                                        |     | 3-1 | 2-1 | 1-1 | 3-2 | 2-0 | 2-1 | 2-0 | 3-2 | 3-2 | 5-0 | 1-0 | 5-2 | 6-3 | 0-1 | 2-1 |
| R. Antwerp FC                                              | 2-1 |     | 1-1 | 1-2 | 5-0 | 3-2 | 2-2 | 3-0 | 0-2 | 2-3 | 1-1 | 1-0 | 2-3 | 1-0 | 0-0 | 2-0 |
| R. Beerschot AC                                            | 2-1 | 2-0 |     | 2-1 | 3-0 | 2-3 | 1-4 | 1-4 | 3-1 | 3-2 | 3-0 | 2-1 | 2-2 | 0-2 | 2-2 | 2-1 |
| R. Berchem Sport                                           | 1-0 | 1-2 | 3-1 |     | 1-3 | 4-0 | 1-2 | 1-1 | 1-3 | 4-1 | 1-1 | 3-0 | 3-2 | 2-3 | 0-0 | 1-1 |
| K. Boom FC                                                 | 0-3 | 1-1 | 0-3 | 1-0 |     | 3-3 | 2-2 | 1-1 | 4-2 | 2-2 | 2-2 | 5-1 | 1-1 | 0-1 | 5-1 | 3-1 |
| R. Racing CB                                               | 0-2 | 3-0 | 0-5 | 2-2 | 2-2 |     | 3-3 | 3-1 | 6-0 | 1-2 | 1-1 | 1-0 | 3-1 | 2-1 | 6-3 | 3-2 |
| R. Charleroi SC                                            | 4-5 | 3-0 | 0-2 | 0-1 | 4-0 | 3-1 |     | 4-1 | 3-1 | 2-2 | 1-0 | 1-3 | 7-1 | 2-3 | 1-0 | 6-1 |
| ARA La Gantoise                                            | 0-2 | 4-2 | 2-5 | 0-2 | 2-2 | 3-0 | 1-4 |     | 3-2 | 5-1 | 0-0 | 1-1 | 0-3 | 3-0 | 1-1 | 4-1 |
| R. FC Liégeois                                             | 4-1 | 4-0 | 2-0 | 2-3 | 6-0 | 6-1 | 4-1 | 2-2 |     | 6-0 | 4-1 | 4-0 | 3-1 | 2-1 | 2-2 | 1-0 |
| K. Lyra                                                    | 1-5 | 2-5 | 2-0 | 3-1 | 1-0 | 3-1 | 0-0 | 1-0 | 4-2 |     | 1-4 | 0-1 | 1-1 | 1-6 | 3-3 | 1-0 |
| R. FC Malinois                                             | 4-1 | 1-4 | 3-0 | 2-2 | 2-0 | 3-3 | 1-1 | 3-1 | 3-2 | 2-2 |     | 0-2 | 0-3 | 2-1 | 3-1 | 2-1 |
| R. Olympic CC                                              | 1-3 | 2-2 | 1-2 | 2-3 | 1-0 | 5-1 | 0-2 | 0-0 | 2-1 | 2-0 | 2-2 |     | 3-1 | 1-5 | 1-1 | 3-3 |
| RC Mechelen KM                                             | 4-2 | 1-0 | 3-1 | 0-1 | 2-0 | 1-1 | 2-3 | 1-1 | 2-0 | 1-1 | 1-4 | 0-0 |     | 5-0 | 2-0 | 3-1 |
| R. Standard CL                                             | 1-0 | 1-0 | 1-0 | 0-3 | 2-0 | 2-0 | 1-2 | 4-2 | 3-1 | 2-1 | 2-2 | 2-0 | 2-2 |     | 1-0 | 2-2 |
| R. Tilleur FC                                              | 2-5 | 3-1 | 1-0 | 0-1 | 0-1 | 4-1 | 3-2 | 0-4 | 1-0 | 1-0 | 0-0 | 0-1 | 0-1 | 1-1 |     | 0-1 |
| Union St-Gilloise SR                                       | 2-1 | 3-3 | 1-2 | 2-3 | 2-0 | 2-3 | 3-0 | 4-3 | 1-0 | 2-2 | 4-3 | 2-0 | 2-5 | 3-4 | 0-3 |     |
| - Victoire à domicile - Match nul - Victoire à l'extérieur |     |     |     |     |     |     |     |     |     |     |     |     |     |     |     |     |

### Classement final
| Rang | Équipe               | Pts | J  | G  | N  | P  | Bp | Bc | Diff |
| ---- | -------------------- | --- | -- | -- | -- | -- | -- | -- | ---- |
| 1    | R. SC ANDERLECHTOIS  | 41  | 30 | 20 | 1  | 9  | 72 | 45 | +27  |
| 2    | R. Berchem Sport     | 38  | 30 | 16 | 6  | 8  | 56 | 38 | +18  |
| 3    | R. Standard CL       | 38  | 30 | 17 | 4  | 9  | 57 | 46 | +11  |
| 4    | R. Charleroi SC      | 36  | 30 | 15 | 6  | 9  | 70 | 47 | +23  |
| 5    | RC Mechelen KM       | 34  | 30 | 13 | 8  | 9  | 57 | 49 | +8   |
| 6    | R. Beerschot AC      | 33  | 30 | 15 | 3  | 12 | 54 | 46 | +8   |
| 7    | R. FC Malinois T     | 32  | 30 | 10 | 12 | 8  | 52 | 52 | 0    |
| 8    | R. FC Liégeois       | 30  | 30 | 14 | 2  | 14 | 71 | 52 | +19  |
| 9    | R. Antwerp FC        | 27  | 30 | 10 | 7  | 13 | 47 | 51 | -4   |
| 10   | R. Racing CB         | 27  | 30 | 10 | 7  | 13 | 56 | 71 | -15  |
| 11   | K. Lyra              | 26  | 30 | 9  | 8  | 13 | 45 | 67 | -22  |
| 12   | ARA La Gantoise      | 25  | 30 | 8  | 9  | 13 | 50 | 57 | -7   |
| 13   | R. Tilleur FC        | 25  | 30 | 8  | 9  | 13 | 34 | 46 | -12  |
| 14   | R. Olympic CC        | 25  | 30 | 9  | 7  | 14 | 36 | 49 | -13  |
| 15   | K. Boom FC           | 23  | 30 | 7  | 9  | 14 | 40 | 60 | -20  |
| 16   | Union St-Gilloise SR | 20  | 30 | 8  | 4  | 18 | 49 | 70 | -21  |

Légende
- Champion de Belgique 1949
- Club relégué pour la saison suivante

Abréviations
T : Tenant du titre 1948

 : club promu de Division 1 depuis la saison précédente

### Meilleur buteur
René Thirifays (R. Charleroi SC) et  Paul Deschamps (R. FC Liégeois) terminent ex æquo meilleurs buteurs avec 24 goals. Ils sont les 30e et 31e joueurs belges à terminer meilleurs buteurs de l'élite nationale. C'est la troisième fois que deux joueurs terminent à égalité.

#### Classement des buteurs
Le tableau ci-dessous reprend les treize meilleurs buteurs du championnat, soit les joueurs ayant inscrit quinze buts ou plus durant la saison.
| #   | Pays | Joueur                    | Club                | Buts | Matches joués |
| --- | ---- | ------------------------- | ------------------- | ---- | ------------- |
| 1.  |      | René Thirifays            | R. Charleroi SC     | 24   | 29            |
| =.  |      | Paul Deschamps            | R. FC Liégeois      | 24   | 30            |
| 3.  |      | Jozef Mannaerts           | RC Mechelen KM      | 22   | 29            |
| 4.  |      | Jef Mermans               | R. SC Anderlechtois | 19   | 27            |
| =.  |      | Henri Govard              | R. FC Liégeois      | 19   | 28            |
| =.  |      | François De Wael          | R. SC Anderlechtois | 19   | 30            |
| 7.  |      | Frédéric Chaves d'Aguilar | ARA La Gantoise     | 18   | 26            |
| 8.  |      | Jean Van Loy              | R. Beerschot AC     | 16   | 22            |
| =.  |      | Adolphe Nicolay           | R. Standard CL      | 16   | 30            |
| 10. |      | André Toegaert            | R. Charleroi SC     | 15   | 27            |
| =.  |      | Franz Carlier             | R. Standard CL      | 15   | 28            |
| =.  |      | Dyonisius Dewin           | R. Racing CB        | 15   | 29            |
| =.  |      | Arthur Ceuleers           | R. Racing CB        | 15   | 30            |

## Récapitulatif de la saison
- Champion : R. SC Anderlechtois (2e titre)
- Dixième équipe à remporter deux titres de champion de Belgique.
- Vingt-quatrième titre pour la province de Brabant.

| Région flamande (8)             | Région flamande (8) | Province de Brabant (3)      | Province de Brabant (3) | Région wallonne (5)    | Région wallonne (5) |
| ------------------------------- | ------------------- | ---------------------------- | ----------------------- | ---------------------- | ------------------- |
| Province d'Anvers               | 7                   | Région de Bruxelles-Capitale | 3                       | Province de Hainaut    | 2                   |
| Province de Flandre-Occidentale | 0                   | Province du Brabant flamand  | 0                       | Province de Liège      | 3                   |
| Province de Flandre-Orientale   | 1                   | Province du Brabant wallon   | 0                       | Province de Luxembourg | 0                   |
| Province de Limbourg            | 0                   |                              |                         | Province de Namur      | 0                   |

1. ↑  Au niveau footballistique, la province de Brabant est toujours unitaire malgré sa partition territoriale en 1995.

### Admission et relégation
En fin de saison, Boom FC et l'Union Saint-Gilloise sont relégués en Division 1. Ils sont remplacés par le Stade Louvaniste et le R. FC Brugeois.

### Bilan de la saison
| Championnat de Belgique de football 1948-1949 |                                |
| Champion                                      | R. SC Anderlechtois (2e titre) |
| Dauphin                                       | R. Berchem Sport               |
| Promotions et relégations                     |                                |
| Promus en Division d'Honneur                  | R. Stade Louvaniste            |
| Promus en Division d'Honneur                  | R. FC Brugeois                 |
| Relégués en Division 1                        | K. Boom FC                     |
| Relégués en Division 1                        | Union Saint-Gilloise SR        |